# توماس هوارد (لاعب كرة قدم)
توماس هوارد (بالإنجليزية: Thomas Howard)‏ (و. 1983 – 2013 م) هو لاعب كرة قدم أمريكية، من الولايات المتحدة، ولد في لوبوك، تكساس، يلعب كظهير ‏، توفي في مقاطعة ألاميدا، عن عمر يناهز 30 عاماً.

## التعليم
تعلم في Estacado High School ‏.